# Joe Simon (fumettista)
Joseph H. Simon, noto come Joe Simon (Rochester, 11 ottobre 1913 – New York, 14 dicembre 2011), è stato un fumettista statunitense.
Famoso per essere stato il co-creatore di Capitan America insieme con Jack Kirby, all'epoca  della Timely Comics (poi diventata Marvel Comics), è morto nel 2011 all'età di 98 anni.

## Biografia
Nato a Rochester, una città nello stato di New York, figlio di un sarto, frequentò un corso alla High Scool di Benjamin Franklin. Nel 1932 venne assunto come assistente dal direttore artistico Adolph Elder presso il Rochester Journal American. Joe Simon iniziò la sua carriera nei giornali nel Syracuse Journal: a metà degli anni trenta si trasferì a New York dove si avvicinò al mondo dei fumetti, come free-lance per la Funnies Inc. e collaborando anche con la Centaur, la Novelty e la Fox Publications.
A lui, in coppia con Jack Kirby, si deve la creazione di moltissimi personaggi: Capitan America per la Timely; Newsboy Legion, Sandman, Boy Commandos e Manhunter per la DC Comics; Stuntman, Boy Explorers, e Boys' Ranch per la Harvey Publications; The Fly per la Archie Comics; Fighting American, Bulls Eye, e tutto il genere "romance" per la Prize Publications. Divenne editore egli stesso, sempre in coppia con Kirby, con le Mainline Publications e la SICK Magazine. La sua opera fu copiosa anche nel settore pubblicitario, che si affiancò dagli anni sessanta a quello dei fumetti.
Nel 1990, insieme al figlio Jim, scrisse The Comic Book Makers, una storia autobiografica dei fumetti. Nel 2003 Simon intentò causa alla Marvel per i diritti d'autore su Capitan America. La controversia si chiuse rapidamente, per vie extra-giudiziarie, con un accordo economico tra Simon e l'editore, che rimase unico titolare del copyright sul personaggio. Nel 2007, intervistato a proposito della morte del personaggio da lui inventato, ha dichiarato: «È un pessimo momento per farlo morire. Proprio quando ne abbiamo più bisogno».